# Poker Hall of Fame

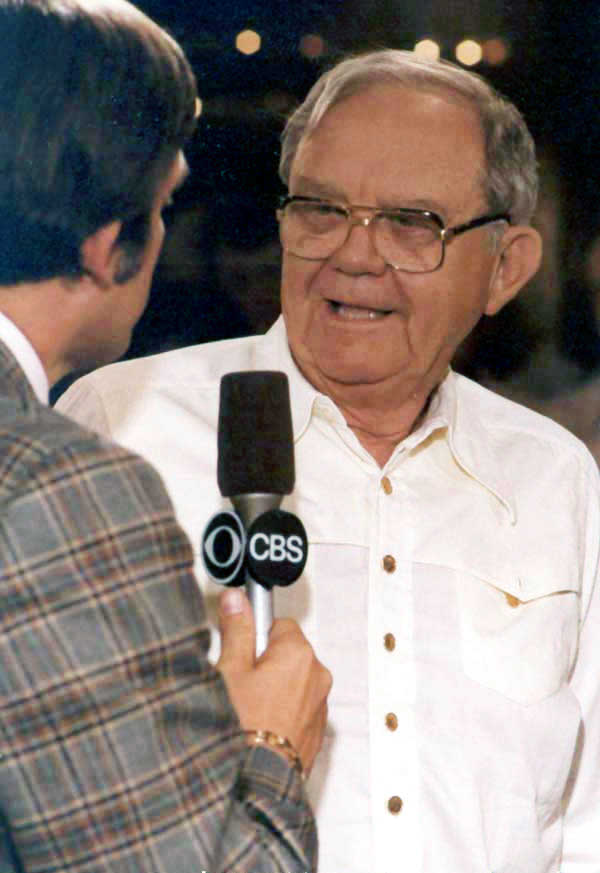
Benny Binion, propriétaire du Poker Hall of Fame

Le Poker Hall of Fame se situe dans le casino Binion's Horseshoe (en) à Las Vegas. Il a été créé en 1979 par Benny Binion, le propriétaire du Horseshoe Casino, pour préserver les noms et l'héritage des plus grands joueurs de poker du monde et pour servir d'attraction touristique à son casino.

## Histoire
En 1979, Benny Binion (en), propriétaire du Binion's Horseshoe, a créé le Poker Hall of Fame pour honorer les grands joueurs de poker et pour avoir une attraction touristique pour son casino.
Quelques années avant, en 1970, il a invité un groupe de joueurs de poker à participer à ce qui serait les premièrs WSOP (WSOP). Lorsque Harrah's Entertainment, maintenant connu sous le nom de Caesars Entertainment, a acquis les droits des WSOP en 2004, il a également pris possession du Poker Hall of Fame.
Actuellement, la nomination au Poker Hall of Fame est traitée directement par les WSOP.

## Les conditions à respecter pour rentrer dans le Poker Hall of Fame
- Avoir joué en hautes limites.

- Avoir joué des tournois majeurs.

- Avoir joué de manière constante, en ayant gagné le respect de ses pairs.

- Avoir survécu à l'épreuve du temps.

- Ou, pour les non-joueurs, avoir contribué à la croissance et au succès de ce jeu par des faits durables qui ont marqué l'histoire du poker à tout jamais.

## Les membres du Poker Hall of Fame (avec leur année d'induction)
- Johnny Moss, 1979
- Nick Dandolos (en) Nick the Greek, 1979
- Felton McCorquodale (en) Corky, 1979
- Red Winn (en), 1979
- Sid Wyman (en), 1979
- "Wild Bill" Hickok, 1979
- Edmond Hoyle, 1979
- Blondie Forbes (en), 1980
- Bill Boyd (en), 1981
- Tom Abdo (en), 1982
- Joe Bernstein (en), 1983
- Murph Harrold (en), 1984
- Red Hodges (en), 1985
- Henry Green (poker player) (en), 1986
- Walter Clyde "Puggy" Pearson, 1987
- Doyle Brunson, 1988
- Jack "Treetop" Straus, 1988
- Fred Ferris (en) Sarge, 1989
- Benny Binion (en), 1990
- David "Chip" Reese, 1991
- "Amarillo Slim" Preston, 1992
- Jack Keller (poker player) (en), 1993
- Julius Oral Popwell (en) Little Man, 1996
- Roger Moore (en), 1997
- Stu Ungar, 2001
- Lyle Berman (en), 2002
- Johnny Chan, 2002
- Bobby Baldwin (en), 2003
- Berry Johnston (en), 2004
- Jack Binion (en), 2005
- Crandell Addington (en), 2005
- T. J. Cloutier, 2006
- Billy Baxter (en), 2006
- Barbara Enright (en), 2007
- Phil Hellmuth, 2007
- Duane "Dewey" Tomko (en), 2008
- Henry Orenstein (en), 2008
- Mike Sexton, 2009
- Dan Harrington, 2010
- Erik Seidel, 2010
- Barry Greenstein, 2011
- Linda Johnson (en), 2011
- Eric Drache (en), 2012
- Bryan Roberts (en), 2012
- Tom McEvoy, 2013
- Scotty Nguyen, 2013
- Jack McClelland (en), 2014
- Daniel Negreanu, 2014
- Jennifer Harman, 2015
- John Juanda, 2015
- Todd Brunson, 2016
- Carlos Mortensen, 2016
- David Ulliott (en) †, 2017
- Phil Ivey, 2017
- Mori Eskandani (en), 2018
- John Hennigan (en), 2018
- Chris Moneymaker, 2019
- David Oppenheim (en), 2019
- Huck Seed, 2020
- Eli Elezra (en), 2021
- Layne Flack (en), 2022
- Brian Rast (en), 2023
- Patrik Antonius, 2024
- Nick Schulman (en), 2025
- Michael Mizrachi, 2025